# Achetaria erecta
Achetaria erecta là một loài thực vật có hoa trong họ Mã đề. Loài này được (Spreng.) Wettst. mô tả khoa học đầu tiên năm 1891.